# キャッチ結合組織
キャッチ結合組織（きゃっちけつごうそしき、英：catch connective tissue）は、動物の組織 (生物学)の一つの結合組織の一種で、棘皮動物にのみ見られるもので、硬さが短時間内に変わる結合組織である。可変結合組織（英：mutable collagenous tissue）と呼ばれることもある。組織の硬さは外界からの刺激に反応して秒から分で変わり、変化は可逆的である（ただし自切の際にはものすごく軟らかくなる不可逆的な変化）。棘皮動物のすべての綱に存在し、姿勢維持や力学的防御に働く。組織の硬さ変化は、結合組織を構成している細胞外成分の硬さ変化によって起こる。

## 語源
キャッチとは「掛け金」の意味。硬くなった状態では、掛け金がかかった時のように、大きな外力をかけても変形せず、変形しない状態を、ほとんどエネルギーを使わずに保っておけるため、こう命名された。古くより、貝の閉殻筋に存在するキャッチ筋の存在が知られており、これはきわめて少ないエネルギー消費で貝の殻を閉じ続けておける特殊な筋肉であるが、その結合組織版という意味をもつ命名である。

## 体内のおける分布
ナマコ綱：体壁の真皮（力学的防御、姿勢維持）
ウニ綱：棘の根元にある関節のキャッチアパレータス（棘の姿勢を保つ）、アリストテレスの提灯にある顎と歯を結びつけている靱帯（普段は硬く歯を顎に固定しているが、歯を萌出させるときには軟らかくなる）
ヒトデ：体壁の真皮（力学的防御、姿勢維持）、管足の壁
クモヒトデ：腕骨と腕骨をつなげている靱帯（姿勢維持、自切）
ユミユリ・ウミシダ：腕、柄、巻枝の骨片間をつなげている靱帯（姿勢維持、自切）

## 硬さ変化機構
キャッチ結合組織の研究の多くはナマコの皮（真皮）を材料として行われて来ており、硬さ変化機構の解明が進んでいるのはナマコ真皮のみである。真皮層は,コラーゲン繊維がフェルト状の網目になったものが、プロテオグリカンのゲル中に埋まったものでできており、ゲル中には細胞がまばらに存在しているのみ。ゲルは大量の水を含んでおり、ヒドロゲルと見なせるものである。
ナマコ真皮の詳細な力学試験によると，真皮には軟状態，標準状態（刺激を受けていない時の状態）、硬状態の3つの力学的状態が区別される。
硬さの異なる3状態で、形態的にも違いが観察されている。真皮のコラーゲン繊維はコラーゲン原繊維が集まって形成されており，コラーゲン原繊維間には架橋が観察される。架橋の数は「軟＜標準＜硬」である。架橋の数のみならず、原繊維そのものの形態にも3状態で違いが見られる。軟状態では、コラーゲン原繊維の直径が硬状態と比べて減少しており、これは軟状態になる際、亜繊維の凝集力が減少し、原繊維がさらに細い亜原繊維の束に分かれたためと解釈できる。
硬さは神経の支配を受けている。「硬化神経の支配下にある神経分泌細胞から硬化タンパク質が分泌され，また，軟化神経の支配下にある神経分泌細胞から軟化タンパク質が分泌され，それらのタンパクがコラーゲンやプロテオグリカン分子間の相互作用に何らかの変化を与えて硬さ変化が起きる」との作業仮説の下に研究が進められ、硬化神経や軟化神経から出される神経伝達物質（神経ペプチド）と、神経分泌細胞から分泌されるタンパク質が複数単離されてきた。亜原繊維同士の凝集に関わるタンパクがテンシリンであり、その働きに拮抗するタンパクがソフニンである。「標準→硬」の変化を起こすタンパク質はnew stiffening factor (NSF)である。

## キャッチ結合組織のエネルギー消費
キャッチ結合組織の大きな特徴は、エネルギー消費量の少ないことである。硬状態の真皮は収縮中の筋肉の1/12しかエネルギーを使わない。硬状態の真皮は、縦走筋の10倍の受動的な張力を発生することを考慮すると、キャッチ結合組織を使うと、筋を使う時に比べ、1/100のエネルギーで姿勢を維持できることになる。棘皮動物は皆,同じ体の大きさの他の無脊椎動物と比べて、個体のエネルギー消費量が約1/100であるが、その低いエネルギー消費にキャッチ結合組織が大いに寄与していると考えられている。